# Comissaria General de Policia Judicial
La Comissaria General de Policia Judicial  d'Espanya investiga els delictes, especialment la delinqüència organitzada, econòmica, financera, tecnològica i monetària. Té també al seu càrrec, la investigació del tràfic de drogues, el control de jocs d'atzar. Alhora, s'encarrega de la col·laboració amb policies estrangeres.

## Unitats
Està formada per les següents unitats:
- Unitat de Droga i Crim Organitzat (UDICO)

- Unitat de Delinqüència Especialitzada i Violenta (UDEV)

- Unitat Central d'Intel·ligència Criminal (UCIC)

- Unitat Central de Delinqüència Econòmica i Fiscal (UDEF)

- Unitat d'Investigació Tecnològica (UIT)

- Unitat de Cooperació Policial Internacional